# Etiketteringstheorie
De etiketteringstheorie of labelingtheorie stelt dat afwijkend of deviant gedrag niet voortkomt uit de handeling, maar uit hoe anderen op de handeling reageren. Dit kan vervolgens de persoon in kwestie beïnvloeden, waarop deze het gedrag gaat herhalen, iets wat ook bekendstaat als het Thomas-theorema. De definitie van de situatie is daarmee van invloed op de betekenis die wordt gegeven aan al het handelen.
De etiketteringstheorie richt zich niet op het afwijkend gedrag zelf, maar op de neiging van meerderheden om minderheden, of diegenen die worden gezien als afwijkend van standaard culturele normen, negatief te etiketteren. De theorie houdt zich bezig met hoe de zelfidentiteit en het gedrag van individuen wordt bepaald of beïnvloed door termen die gebruikt worden om ze te beschrijven of te classificeren, en wordt geassocieerd met het concept van een zichzelf waarmakende voorspelling (self-fulfilling prophecy) en stereotypering.
De handeling zelf noemde Lemert de primaire deviantie, de reactie daarop door de betrokken persoon de secundaire deviantie. Deze secundaire deviantie draagt bij tot het stigma dat de persoon vervolgens krijgt, wat de zichzelf waarmakende voorspelling in de hand werkt.
De theorie is nauw verwant aan interactionistische en sociale constructietheorieën. De etiketteringstheorie werd gedurende de jaren zestig ontwikkeld waarbij Outsiders van Howard Becker extreem invloedrijk was. De theorie was populair gedurende de jaren zestig en zeventig, en sommige aangepaste versies van de theorie zijn doorontwikkeld en tegenwoordig nog steeds populair. Ongewilde beschrijvingen of categorieën – incluis termen die gerelateerd zijn aan afwijking, invaliditeit of diagnose van een geestelijke ziekte – zouden kunnen worden afgewezen omdat dat vooral “etiketten” zijn, waarbij vaak gepoogd wordt in plaats daarvan een meer constructief taalgebruik te gebruiken.

## Theoretische basis
De etiketteringstheorie vindt haar basis in Suicide, een boek geschreven door de Franse socioloog Émile Durkheim, die tot de conclusie kwam dat criminaliteit niet zozeer een overtreding was van strafbaar gestelde gedragingen, maar veeleer een fenomeen dat de samenleving tot woede drijft. Hij was de eerste die suggereerde dat “afwijkend etiketteren” aan die functie voldeed, en hij was de eerste die suggereerde dat afwijkend etiketteren voldeed aan de behoefte van de samenleving dat gedrag te controleren.
George Herbert Mead stelde dat het zelf sociaal geconstrueerd is en gereconstrueerd wordt door de interacties die elke persoon heeft met de gemeenschap. De etiketteringstheorie suggereert dat mensen etiketten krijgen overeenkomstig hoe anderen naar hun neigingen en gedragingen kijken. Elk individu is bewust van hoe ze worden beoordeeld door anderen, omdat hij of zij heeft geprobeerd veel verschillende rollen en functies te belichamen in sociale interacties. Elk individu heeft de reacties van degenen die aanwezig zijn kunnen peilen.
Theoretisch gezien bouwt dit een subjectieve voorstelling van het zelf. Maar wanneer anderen de realiteit van het leven van die individu binnendringen, representeert dit objectieve gegevens die wellicht een herevaluatie van die voorstelling vereisen, afhankelijk van de autoriteit van het oordeel van de anderen. Familie en vrienden oordelen wellicht anders dan vreemden. Meer sociaal representatieve individuen zoals politieagenten of rechters zijn misschien in staat meer globaal gerespecteerde oordelen te maken. Als afwijking een mislukking is om te conformeren aan de regels zoals ze gezien worden door het grootste deel van de groep, dan is de reactie van de groep het geven van een etiket aan de persoon. Een etiket waaruit blijkt dat de persoon hun sociale of morele gedragsnormen heeft overtreden. Dit is de kracht van de groep: het aanduiden van inbreuken op hun regels als afwijkend, waarbij de persoon anders behandeld wordt afhankelijk van de ernst van de inbreuk. Hoe differentiëler de behandeling, hoe meer het zelfbeeld van de individu wordt aangetast.
De etiketteringstheorie houdt zich over het algemeen niet bezig met de normale rollen die onze levens definiëren, maar met de heel speciale rollen waarin de samenleving voorziet voor afwijkend gedrag, genaamd afwijkende rollen, stigmatische rollen of sociaal stigma. Een sociale rol is een set van verwachtingen die we hebben over een gedraging. Sociale rollen zijn nodig voor de organisatie en het functioneren van welke samenleving of groep dan ook. We verwachten van de postbode bijvoorbeeld zich te houden aan bepaalde gefixeerde regels over hoe hij zijn werk doet. “Afwijking” betekent voor een socioloog niet moreel verkeerd, maar veeleer betekent het gedrag dat wordt veroordeeld door de samenleving. Afwijkend gedrag kan zowel criminele als niet-criminele activiteiten inhouden.
Onderzoekers concludeerden dat afwijkende rollen sterk onze perceptie beïnvloeden van diegenen aan wie deze rollen zijn toegeschreven. Afwijkende rollen beïnvloeden ook hoe de afwijkende persoon zichzelf en zijn relatie met de samenleving ziet. De afwijkende rollen en de etiketten die daaraan vast zitten functioneren als een vorm van sociaal stigma. Altijd inherent aan de afwijkende rol is de toebedeling van een bepaalde vorm van “vervuiling” of verschil die de geëtiketteerde persoon als anders dan anderen markeert. De samenleving gebruikt deze stigmatische rollen om afwijkend gedrag te controleren en te limiteren: “Als jij doorgaat met dit gedrag, word je een lid van die groep mensen.”
Of een inbreuk op een gegeven regel gestigmatiseerd wordt is afhankelijk van de betekenis van de moraal of andere leerstelling die het representeert. Overspel bijvoorbeeld, zou beschouwd kunnen worden als een inbreuk op een informele regel. Of het zou gecriminaliseerd kunnen worden afhankelijk van de status van het huwelijk, moraliteit, en religie binnen de gemeenschap. In de meeste westerse landen is overspel niet gecriminaliseerd. Het etiket “overspelige” opplakken zou misschien wat ongelukkige consequenties kunnen hebben maar die zijn over het algemeen niet ernstig. Maar in sommige islamitische landen is zina gecriminaliseerd en bewijs van buitenhuwelijkse activiteit kan leiden tot ernstige consequenties voor alle betrokkenen.
Stigma is meestal het resultaat van wetten bepaald tegen het gedrag. Wetten die slavernij beschermen of die homoseksualiteit onwettig maken, zullen bijvoorbeeld na verloop van tijd afwijkende rollen vormen die gelinkt zijn aan die gedragingen. Degenen aan wie die rollen zijn toegeschreven zullen worden gezien als minder menselijk en minder betrouwbaar. Afwijkende rollen zijn de bronnen van negatieve stereotypes, die op hun beurt geneigd zijn om de afkeuring van het gedrag door de samenleving te ondersteunen.

### George Herbert Mead
Een van de grondleggers van het sociaal interactionisme, George Herbert Mead, richtte zich op de interne processen van hoe de geest een zelfbeeld construeert. In Mind, Self and Society (1934) toonde hij aan hoe kinderen eerst personen en later dingen leren kennen. Volgens Mead is het denken zowel een sociaal als een pragmatisch proces, gebaseerd op het model van twee personen die discussiëren hoe een probleem op te lossen. Ons zelfbeeld is in feite geconstrueerd door ideeën die we hebben over hoe we denken dat anderen over ons denken. We lachen om hen die zichtbaar met zichzelf praten, maar zij hebben enkel nagelaten te doen wat de rest van ons doen wanneer we intern praten met onszelf. Menselijk gedrag is volgens Mead het resultaat van echte en denkbeeldige meningen die gecreëerd zijn door de sociale interactie die conversatie is.

### Frank Tannenbaum
Frank Tannenbaum wordt gezien als de grootvader van de etiketteringstheorie. Zijn Crime and Community (1938), die de sociale interactie beschrijft waar het om criminaliteit gaat, wordt beschouwd als een centrale fundering van moderne criminologie. Terwijl de crimineel weinig of niet verschilt van anderen als het gaat om de aanvankelijke impuls eerst een misdaad te begaan, neemt sociale interactie gecontinueerde handelingen voor zijn rekening die een patroon van belangen ontwikkelen welke van belang zijn voor sociologen.
Tannenbaum introduceerde als eerste het idee van ‘etikettering’. Terwijl hij studies met delinquente jongeren uitvoerde, concludeerde hij dat een negatief etiket of label vaak bijdroeg aan verdere betrokkenheid bij delinquente activiteiten. Dit aanvankelijke etiketteren kan er toe leiden dat het individu het etiket aanneemt als zijnde het een deel van zijn/haar identiteit. Het cruciale argument van Tannenbaum is dat hoe groter de aandacht wordt gevestigd op het etiket, hoe waarschijnlijker het is dat de persoon zich identificeert met het etiket.
Kerry Townsend schrijft als volgt over de revolutie in de criminologie veroorzaakt door Tannenbaums werk:
“De wortels van Frank Tannenbaums theoretische model, ook wel bekend als de “dramatisering van het kwaad” of etiketteringstheorie, komt bovendrijven halverwege en aan het einde van de jaren dertig. Gedurende deze periode, had de wetgeving van de ‘New Deal’ het leed van de Grote Depressie niet verslagen, en hoewel afnemend, duurde de immigratie naar de Verenigde Staten voort (Sumner, 1994). Het sociale klimaat bestond uit desillusie over de regering. De klassenstructuur bestond uit cultureel isolement; er was nog geen sprake van culturele relativiteit. ‘De hardnekkigheid van de klassenstructuur, ondanks de welzijnshervormingen en de controle over de grote zakenwereld, was onmiskenbaar.’ De Positivistische School van het criminologische denken domineerde nog steeds, en in veel staten was de sterilisatiebeweging in opkomst. De nadruk op biologisch determinisme en interne verklaringen van criminaliteit was de kracht die voorrang kreeg in de theorieën van de vroege jaren dertig. Deze dominantie van de Positivistische School veranderde in de late jaren dertig met de introductie van conflict en sociale verklaringen van misdaad en criminaliteit …”
“Een van de centrale leerstellingen van de theorie is het aanmoedigen van het eind van het etiketteringsproces. In de woorden van Frank Tannenbaum, “om eraan te ontsnappen is een weigering om het kwaad te dramatiseren nodig”, het justitiële apparaat probeert dit te doen door middel van ‘diversion programs’. De groei van de theorie en haar huidige toepassing, zowel praktisch als theoretisch, leveren een solide fundering voor een voortgezette populariteit.”

### Edwin Lemert
Het was de socioloog Edwin Lemert (1951) die het concept van “secundaire deviantie” introduceerde. De primaire deviantie is de ervaring die verbonden is aan het openlijke gedrag, bijvoorbeeld een drugsverslaving, en de praktische vragen en consequenties die daaraan verbonden zijn. Secundaire deviantie is de rol die wordt gecreëerd om met de veroordeling door de maatschappij van dat gedrag om te gaan.
Tezamen met andere sociologen van zijn tijd zag hij hoe alle deviante handelingen sociale handelingen waren als gevolg van een samenwerking van de maatschappij. Bij het studeren van drugsverslaving, zag Lemert een heel sterke en subtiele kracht aan het werk. Naast de fysieke verslaving aan de drug en alle economische en sociale ontwrichting die het veroorzaakte, was er een intens intellectueel proces aan het werk wat betreft de eigen identiteit van de persoon en de rechtvaardiging van het gedrag: “Ik doe deze dingen omdat ik nu eenmaal zo ben.”
Er zouden subjectieve en persoonlijke motieven kunnen zijn die er in eerste instantie toe leiden dat een persoon gaat drinken of tot winkeldiefstal overgaat. Maar die handelingen zelf zeggen ons weinig over het zelfbeeld van de persoon of de relatie ervan met de handeling. Lemert schrijft: “Zijn handelingen worden subjectief herhaald en georganiseerd, en getransformeerd in actieve rollen en worden de sociale criteria voor het toewijzen van status. Wanneer een persoon zijn deviante gedrag of een rol die erop is gebaseerd begint aan te wenden als een middel tot verdediging, aanval, of aanpassing aan de openlijke of verborgen problemen gecreëerd door de consequente reactie van de maatschappij ten opzichte van hem, is zijn deviantie secundair.”

### Howard Becker
Waar het Lemert was die de basisconcepten van de etiketteringstheorie introduceerde, was het Howard Becker die ze overtrof. Als eerste begon hij het proces te beschrijven van hoe een persoon een deviante rol aanneemt in een studie van dansende musici, met wie hij eens werkte. Later bestudeerde hij de formatie van identiteit bij marihuana rokers. Deze studie lag aan de basis van zijn Outsiders dat in 1963 gepubliceerd werd. Dit werk werd het manifest van de etiketteringstheoriebeweging onder sociologen. In het begin schrijft Becker:
“… sociale groepen creëren deviantie door regels te maken waarvan schending ervan deviantie creëert, en door het toepassen van dergelijke rollen op bepaalde mensen en door ze als outsiders te etiketteren. Vanuit dit perspectief is deviantie niet een eigenschap van de handeling die een persoon begaat, maar eerder een consequentie van de toepassing van regels en sancties door anderen op een ‘overtreder’. De deviant is degene op wie dat etiket succesvol is toegepast; deviant gedrag is gedrag dat zo geëtiketteerd is door mensen.
Terwijl de samenleving het stigmatiserende etiket gebruikt om zijn veroordeling te legitimeren, kiest de deviante persoon het etiket om zijn gedrag te rechtvaardigen. Becker schreef: “Om een complex argument in enkele woorden te vatten: in plaats dat de deviante motieven tot het deviante gedrag leiden, is het andersom, het deviante gedrag produceert na verloop van tijd de deviante motivatie.”
Beckers immens populaire uitgangspunten werden ook onderworpen aan een versperring door kritiek, waarbij hij voornamelijk beschuldigd werd van het negeren van andere, biologische, en genetische effecten en persoonlijke verantwoordelijkheid. In een latere editie van zijn werk, uit 1973, gaf hij zijn critici een antwoord. Hij schreef dat sociologen, terwijl ze toegewijd zijn aan het bestuderen van de maatschappij, vaak voorzichtig zijn met niet van te dichtbij te kijken. In plaats daarvan schreef hij: “Ik geef er de voorkeur aan te denken dat wat we studeren te zien als collectieve actie. Mensen handelen, zoals Mead en Blumer het duidelijk hebben gemaakt, tezamen. Ze doen wat ze doen met een oog op wat anderen hebben gedaan, nu doen en wellicht doen in de toekomst. Men probeert zijn manier van handelen te passen in de handelingen van anderen; net zoals elk van hen, hun ontwikkelende handelingen aanpassen aan wat ze zien en verwacht dat anderen doen.
Francis Cullen versloeg in 1984 dat Becker waarschijnlijk te genereus was naar zijn critici. Na 20 jaar waren zijn uitgangspunten, verre van verdrongen, gecorrigeerd en opgenomen in een uitgebreider “structurerend perspectief”.

### Albert Memmi
In The Colonizer and the Colonized (1965) beschreef Albert Memmi de diepe psychologische effecten van het sociale stigma gecreëerd door de dominantie van de ene groep over de andere. Hij schreef:
“Hoe langer de onderdrukking duurt, hoe dieper hij wordt beïnvloed (de onderdrukte). Het eindigt wanneer de onderdrukking zo gewoon voor hem wordt dat hij gelooft dat het een onderdeel is van zijn eigen constitutie, dat hij het accepteert en zich niet kan voorstellen hoe hij ervan herstelt. Deze acceptatie is het toppunt van onderdrukking.”
In ‘’Dominated Man’’ (1968), vestigt Memmi zijn aandacht op de motivatie van stigmatisch etiketteren: het rechtvaardigt het exploiteren of de criminalisering van het slachtoffer. Hij schreef:
“Waarom voelt de aanklager zich verplicht aan te klagen om zichzelf te rechtvaardigen? Omdat hij zich schuldig voelt richting zijn slachtoffer. Omdat hij voelt dat zijn houding en zijn gedrag essentieel onjuist en fraudulent is … Bewijs? In bijna elke zaak is de bestraffing al opgelegd. Het slachtoffer van racisme leeft al onder het gewicht van schande en onderdrukking … Om zulke bestraffing en ongeluk te rechtvaardigen, wordt een proces van rationalisatie in beweging gezet, die de getto en de koloniale exploitatie verklaart."
Centraal in het stigmatische etiketteren is de toeschrijving van een inherente fout: Het is alsof iemand zegt, "Er moet iets mis zijn met deze mensen. Zo niet, waarom zouden we ze dan zo slecht behandelen?"

### Erving Goffman
Waarschijnlijk was de belangrijkste bijdrager aan de etiketteringsheorie Erving Goffman, president van de American Sociological Association, en een van Amerika's meest geciteerde sociologen. Zijn populairste boeken zijn The Presentation of Self in Everyday Life, Interaction Ritual, en Frame Analysis.
Hoewel, zijn belangrijkste bijdrage aan de etiketteringstheorie was Stigma: Notes on the Management of Spoiled Identity, gepubliceerd in 1963. Anders dan andere auteurs die het proces van het aannemen van een deviante, of afwijkende identiteit, onderzocht Goffman de manieren waarop mensen die identiteit hanteerden en informatie erover controleerden.
Goffmans belangrijkste inzichten waren onder andere:
- De verhoogde vraag voor normaliteit van de moderne natiestaat. De stigma's van vandaag zijn niet zozeer het resultaat van oude of religieuze verboden, maar van de nieuwe vraag om normaliteit. Hij schreef: “De opvatting over de ‘normale mens’ vindt misschien zijn bron in de gemiddelde benadering van de menselijkheid, of in de neiging van grootschalige bureaucratische organisaties zoals de natiestaat, om alle leden in sommige opzichten als gelijk te behandelen. Wat de oorsprong ervan ook is, het lijkt de basale beelden te leveren door welke leken zichzelf op dit moment begrijpen.”
- Leven in een opgedeelde wereld. Devianten verdelen hun werelden in 1. verboden plekken waar ontdekking blootstelling en gevaar betekent, 2. plekken waar mensen van die soort pijnlijk worden getolereerd, en 3. plekken waar de eigen soort is blootgesteld zonder de noodzaak te vermommen of te verbergen.
- Omgaan met anderen is vol grote complexiteit en dubbelzinnigheid. Hij schreef: “Wanneer normalen en gestigmatiseerden in feite elkaars onmiddellijke aanwezigheid betreden, helemaal wanneer zij proberen een gezamenlijke conversationele ontmoeting te onderhouden, dan gebeurt er een van de oorspronkelijke scènes van de sociologie; omdat, in veel gevallen, deze momenten zo zullen zijn dat de oorzaken en gevolgen van stigma tot een directe confrontatie leidt aan weerszijden …” “Wat onbedachte routines zijn voor normalen kunnen ‘management’ problemen worden voor de schandelijken … De persoon met een geheime tekortkoming, moet dan alert zijn op de sociale situatie als een ‘scanner’ van mogelijkheden, en wordt daarom waarschijnlijk vervreemd van de simpelere wereld in welke degenen om hem heen schijnbaar thuis zijn.
- De eisen van de samenleving zijn vol tegenstellingen. Aan de ene kant wordt een gestigmatiseerd persoon misschien verteld dat hij niet anders is dan anderen. Aan de andere kant moet hij verklaren dat zijn status is als “een aanwezige vreemde die voor zijn groep staat.” “Het vereist dat het gestigmatiseerde individu zichzelf vrolijk en onzelfbewust accepteert als essentieel gelijk aan de normalen, terwijl hij zich tezelfdertijd onthoudt van die situaties in welke normalen het moeilijk zouden vinden om ruggespraak of onoprechte steun te geven aan een gelijke acceptatie van hem …” Men moet de indruk overbrengen dat het juk van het stigma niet te zwaar is en zich tegelijkertijd op de vereiste afstand houden. “Het is een fantoom acceptatie toegestaan een basis te leveren voor een fantoom normaliteit.”
- Vertrouwdheid hoeft verachting niet te reduceren. In tegenstelling tot de algemene overtuiging dat openheid en blootstelling stereotypes en repressie doen afnemen, is het tegengestelde waar. “Aldus, of we interactie hebben met vreemden of intimi, nog zullen we steeds zien dat de vingertoppen van de samenleving botweg tot in het contact hebben gereikt, en dat ze ons zelfs hier op onze plek zetten.”

### David Matza
In “On Becoming Deviant” (1969), geeft socioloog David Matza ons de levendigste en grafische verslagen van het proces van het aannemen van een deviante rol. De handelingen van autoriteiten om ongeoorloofd gedrag buiten de wet te stellen kunnen twee effecten hebben: het kan de meeste mensen buiten het ongeoorloofde gedrag plaatsen, maar het kan ook nieuwe mogelijkheden bieden voor het creëren van deviante identiteiten. Hij zegt dat het concept van “affiniteit” weinig doet om de toewijding aan het gedrag te verklaren. “In plaats daarvan, kan het gezien worden als een natuurlijke biografische neiging, ontstaan uit persoonlijke en sociale omstandigheden die een richting of een beweging suggereren, maar nauwelijks afdwingen.” Wat kracht geeft aan die beweging is de ontwikkeling van een nieuwe identiteit. Hij schrijft:
“Afgedankt te worden als dief, als een prostituee, of algemener, als een deviant, staat gelijk aan het verder samenstellen en bespoedigen van het proces om juist die dingen te worden … Het subject doet geschokt een ontdekking. Hij begrijpt concreet dat er serieuze mensen zijn die echt bezig zijn een leven rondom hem op te bouwen, door hem te stoppen, te corrigeren en zich aan hem toe te wijden. Ze houden verslagen bij over de gang van zijn leven, en ontwikkelen zelfs theorieën over hoe hij zo geworden is … Aangezet door zulk een vertoning, begint het subject misschien betekenis en ernst toe te voegen aan zijn deviante activiteiten. Maar hij doet dat misschien op een manier die niet specifiek bedoeld is door vertegenwoordigers van de staat …”
“De betekenisvolle kwestie van identiteit is of deze activiteit, of enige van mijn activiteiten, mij kunnen weerspiegelen, of beschouwd kunnen worden als goede indicaties van mijn zijn. Ik heb een diefstal begaan, ben aangeduid als dief. “Ben” ik een dief? Om bevestigend te antwoorden moeten we in staat zijn een speciale relatie tussen zijn en doen te begrijpen – een eenheid, in staat om te worden aangeduid. Dat construeren van betekenis heeft een merkbare kwaliteit.”